# Sásová
Sásová (nebo také Sásová-Rudlová) je městská část a zároveň největší sídliště Banské Bystrice.
Žije zde přibližně 38 000 obyvatel. V osmdesátých letech zde byly vybudovány panelové domy kvůli narůstající poptávce po nových bytech v této lokalitě. Původně se sem stěhovali zejména lidé, kteří přicházeli do Banské Bystrice za prací. Rozprostírá se na poměrně malém území.
Podle údajů z roku 2008 měla městská část 18 082 obyvatel. 

## Polohopis
Sásová se nachází na Středním Slovensku, přibližně 7 kilometrů severovýchodně od centra Banské Bystrice. Ze severu ho obklopuje vrch Panský diel, na kterém se nachází rekreační středisko Šachtičky .

## Historie
První písemná zmínka pochází z roku 1350 jako Villa Milito ( "vesnice rytíře"), jejímž zakladatelem byl Mikuláš Sas, syn Ondřeje, banskobystrického rychtáře . Původní obyvatelstvo se živilo hornictvím a zemědělstvím. Horníci těžili hlavně v povrchových jamách v okolí Vtáčnika, Štěrbiny a Nemčianskej doliny drahé kovy a rýžovali zlato v ústích Sásovskéjo potoka a potoka Jelšovie.
V roce 1921 žilo v Sásové 683 obyvatel a Sásová byla samostatná obec. V roce 1966 byla Sásová přičleněna ke Zvolenu.
Toto sídliště tvoří rovněž část Rudlová (vznikla v 2. polovině 14. století vyčleněním od Sásové majetkovou dělbou ve prospěch rychtáře Rudelina; poprvé se připomíná v roce 1390). Zde se nacházejí převážně rodinné domy, a tudíž je to tišší část Sásové.
V roce 1966 se stala městskou částí Banské Bystrice.

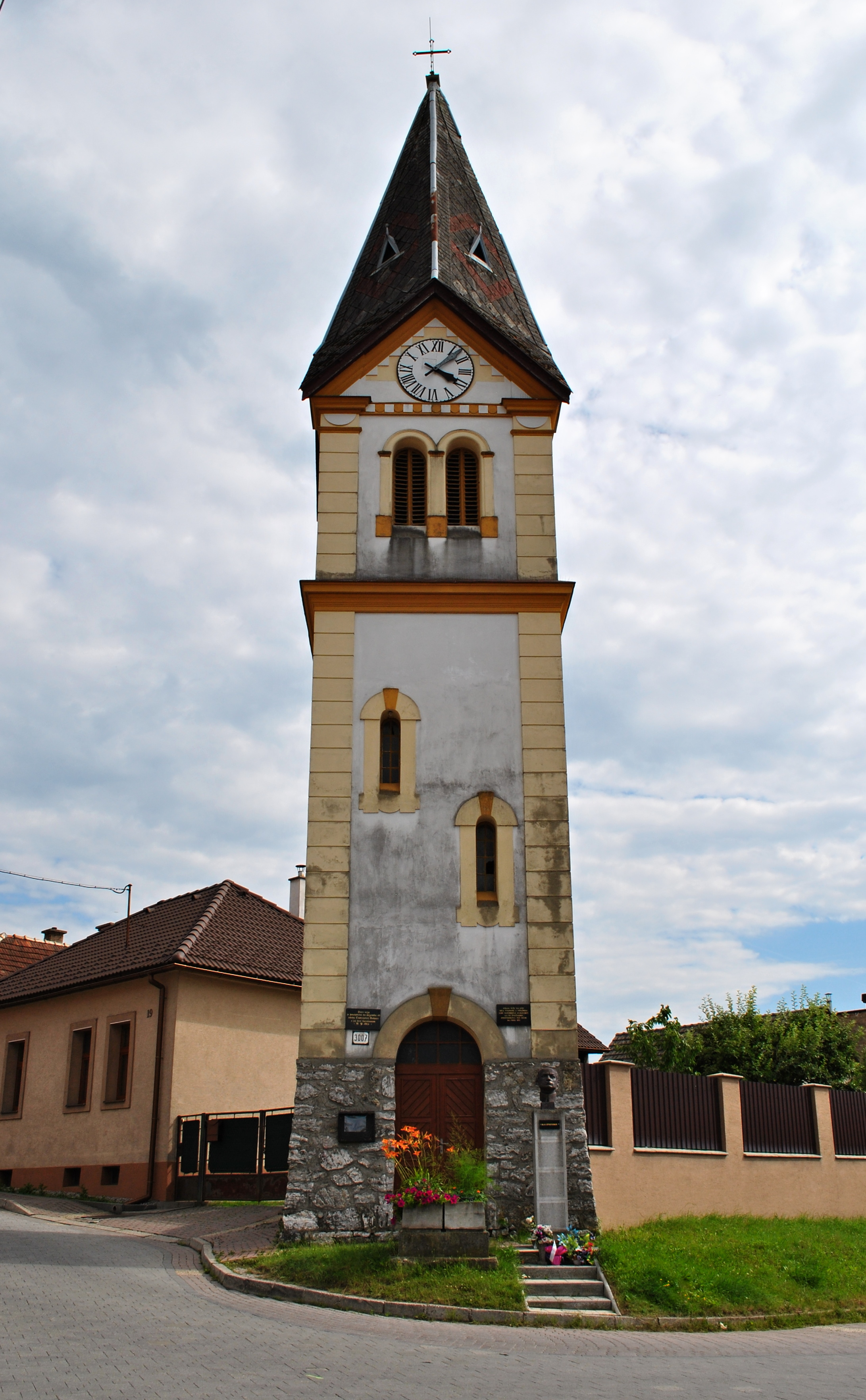
Evangelická zvonice v Sásové

## Samospráva
Sásová tvoří spolu se Rudlovou volební obvod č. 3, který má v městském zastupitelstvu 9 poslanců. 

## Kultura a zajímavosti

### Památky
- Římskokatolický kostel sv. Antona a Pavla poustevníků, jednolodní gotická stavba s pravoúhlým ukončením presbytáře a věží tvořící součást hmoty kostela z první poloviny 14. století. Nachází se ve opevněném areálu uprostřed obce. Kostel byl pozdněgoticky upraven v 90. letech 15. století. V presbytáři i lodi se dochovala gotická žebrová klenba s erby donátorů na svornících a kamenickými znaky. Nacházejí se zde dva ze tří původních gotických oltářů. Nejstarší boční oltář sv. Žofie z roku 1440 je ve sbírkách středoslovenského muzea v Banské Bystrici. Hlavní pozdně gotický oltář sv. Antona a Pavla pochází z období kolem roku 1500. V oltářní skříni se nacházejí sochy sv. Pavla a Antona modlících se při kříži. Oltářní křídla zobrazují scény ze života sv. Antona, čtyři scény pokušení a zjevení Ježíše světci ve snu, světce s karavanou, světce v rakvi a světce s andělem. Nástavec tvoří pět soch, Madona s Ježíškem, po stranách sv. Martin, sv. Mikuláš, sv. Ladislav a sv. Barbora. Na předělu je obraz znázorňující Veroničin šátek nesený anděly. V kostele se nachází ještě pozdně oltář sv. Heleny a sv. Egídia z období kolem roku 1510. [5]
- Evangelická zvonice, zděná stavba na půdorysu čtverce s jehlancovitou střechou z roku 1913. Fasádu zvonice lemuje nárožní kvádrování, okna mají dekorativní šambrány. Rezonanční otvor je řešen jako zdvojené okno. V štítě je osazen hodinový ciferník.

### Zajímavosti
Obec Sásová se zmiňuje i v jednom přísloví: Vás je jako Sásovänov (což znamená, že je tam celý houf lidí). V takové podobě se nejznámější Šášovské rčení používalo v 20. století nejen po celém Slovensku, ale i v přeplněných pražských tramvajích. V praxi toto rčení znamenalo, že Sásovania na společenské, kulturní a sportovní akce v obci av okolí od nepaměti chodili kolektivně.

## Občanská vybavenost
Služby v Sásové jsou na poměrně dobré úrovni. Nacházejí se zde dva větší supermarkety, jedno obchodní centrum, a také desítky dalších obchodů. Nezaostávají ani různé restaurační či pohostinské zařízení. Dále je zde čerpací stanice Oktan, pošta, několik květinářství, kadeřnictví, sázkových kanceláří, heren a různých jiných služeb. V poliklinice na Rudohorské ulici najdete ordinace různých doktorů, od praktických až po stomatologa. K dispozici je i několik lékáren. Sásová má i domov důchodců v klidném prostředí blízko parku.

### Školství
V Sásové se momentálně nachází pět základních a jedna střední škola, a také fakulta Univerzity Mateja Bela. V roce 2008 se uvažovalo o zrušení dvou až tří základních škol, návrh byl však nakonec odročen na období po volbách do městského zastupitelstva. Nakonec byly zrušeny školy: Magurská, Tatranská. Část Magurské školy si do pronájmu vzala soukromá společnost a založila tam soukromou školu Fantazie (nyní dvě ruce) a školku.